# Simfonia núm. 6 (Xostakóvitx)

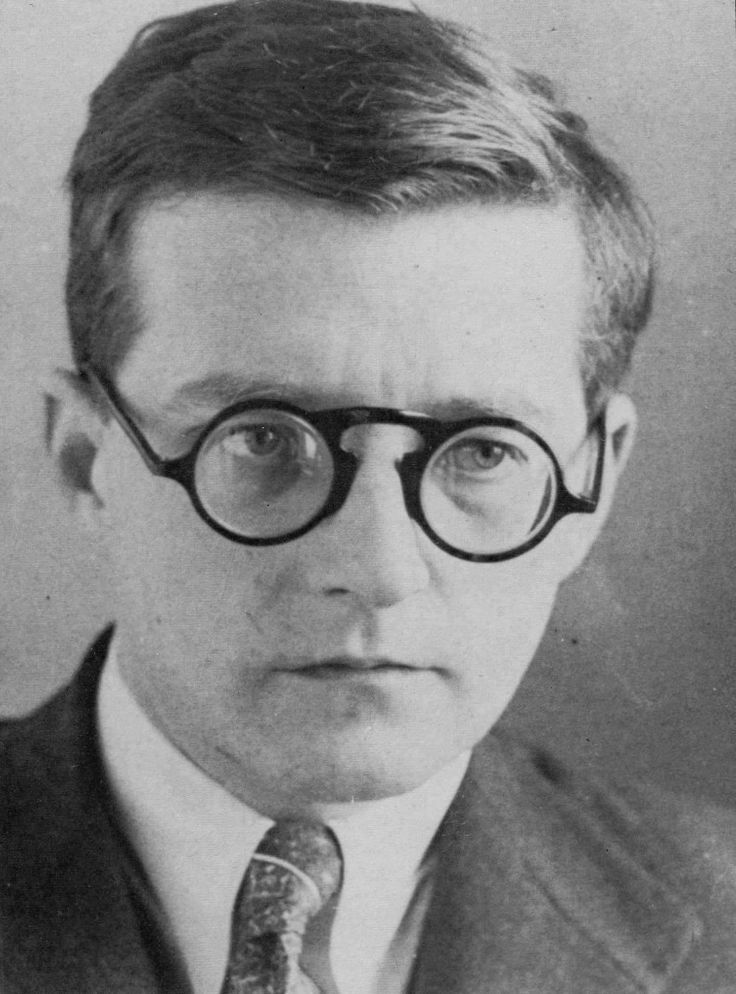
Fotografia de l'autor Dmitri Xostakóvitx.

La Simfonia núm. 6 en si menor, op. 54, de Dmitri Xostakóvitx va ser composta a Leningrad entre l'abril i l'octubre de 1939. Es va estrenar el 21 de novembre del 1939 a la Sala Gran de la Filharmònica amb l'Orquestra Filharmònica de Leningrad dirigida per Ievgueni Mravinski.

## Moviments
L'obra té tres moviments amb una durada aproximada de 30 minuts:
1. Largo
2. Allegro
3. Presto

## Origen i context
El 1937, l'estrena de la Cinquena es va veure com la resposta creativa de Xostakóvitx a la "crítica justa" que ell "va acceptar" després de l'article al Pravda, Caos en lloc de música referit a la seva òpera Lady Macbeth de Mtsensk. Per això va tenir el premi d'una tronada ovació de mitja hora i la rehabilitació del compositor immediata amb un cúmul d’elogis públics, amb premis i títols de Stalin, càrrecs honoraris i va poder tornar a ensenyar composició al Conservatori de Leningrad. Va durar mesos, fins al punt que Issaak Dunaievski, el compositor que llavors era president de la Unió de Compositors de Leningrad, va intentar frenar-ho. Durant els gairebé dos anys que van seguir, Xostakóvitx va aturar qualsevol gran obra creativa: només va compondre diverses partitures de pel·lícules, una segona suite de jazz i el primer quartet de corda.
A la Sisena Simfonia, el compositor no va proporcionar cap pista verbal sobre el seu significat. Hi ha moltes contradiccions entre el dramatisme fosc, fins i tot tràgic, i la frivolitat en les seves pàgines. En una entrevista concedida a una revista soviètica el setembre de 1938, el compositor havia anunciat que la seva pròxima simfonia seria un immens monument musical a Lenin, a la manera de la Novena Simfonia de Beethoven, és a dir, amb solistes i cor: «M'he encarregat a mi mateix una tasca plena d'una enorme responsabilitat, expressar en so la imatge immortal de Lenin com a gran fill del poble rus i com a líder de les masses. He rebut nombroses cartes de tota la Unió Soviètica amb relació a la meva futura simfonia. El consell més important que hi havia era fer un ús considerable del folklore musical».
Sobre el tema de la sisena simfonia, Xostakóvitx va afirmar: «El caràcter musical de la Sisena Simfonia diferirà de l'estat d’ànim i el to emocional de la Cinquena Simfonia, en la qual eren característics els moviments de tragèdia i tensió. En la meva última simfonia, predomina la música d’ordre contemplatiu i líric. Volia transmetre-hi l'estat d’ànim de la primavera, l’alegria, la joventut.» I en una interpretació privada, Xostakóvitx va explicar als amics més propers, Ivan Sol·lertinski i Issaak Glikman: «És la primera vegada que escric un final tan reeixit. Em sembla que ni tan sols els crítics més severs seran capaços de trobar-hi cap culpa.»
El biògraf de Xostakóvitx Ivan Martinov argumenta que la Sisena Simfonia «és un contrast del passat amb el present: la lluita dins del material del primer moviment representa el passat, i el present soviètic està representat per la naturalesa optimista dels dos moviments següents».
Finalment, la simfonia que commemoraria a Lenin no va aparèixer fins al 1961, amb la Dotzena Simfonia, subtitulada "L'any 1917".

## Representacions
La Sisena es va estrenar el 21 de novembre de 1939 a la Gran Sala de la Filharmònica de Leningrad dirigida per Ievgueni Mravinski, exactament dos anys després de l'estrena de la Cinquena Simfonia i amb els mateixos protagonistes. La simfonia va formar part del "Festival de música soviètica", juntament amb Aleksandr Nevski de Prokófiev i Als camps de Kulikova de Iuri Xaporin, juntament amb les simfonies de Miaskovski núm. 19, 20 i 21 i el Concert per a violí de Khatxaturian.
Per al públic assistent, l'estrena va ser un gran èxit sobretot engrescat amb la finalització del darrer moviment. La crítica, que s'esperava una simfonia sobre Lenin, no va ser tan entusiasta. No va entendre el principi subjectiu filosòfic i el final extravertit i al·lucinant semblava massa intens. Les obres patriòtiques de Prokófiev i Xaporin varen eclipsar la Sisena Simfonia. L'obra tampoc va convèncer massa a les autoritats soviètiques, que necessitaven obres per aixecar l'ànim del poble en aquells difícils temps prebèl·lics. L'obra va desaparèixer dels programes, tot i la resposta favorable del públic.
L'obra es va tocar per primera vegada a Moscou el 3 de desembre del mateix any, tot i que sense la presència del compositor. Gairebé un any després, el 29 de novembre de 1940, hi va haver la primera actuació als Estats Units, interpretada per l'Orquestra de Filadèlfia sota la direcció de Leopold Stokowski.

## Anàlisi musical
La Sisena Simfonia té una estructura inusual: una estructura simfònica "regular" contindria un primer moviment ràpid en forma de sonata, un scherzo, un moviment lent i un final ràpid, sovint també en forma de sonata. Aquesta simfonia, però, comença amb un moviment lent llarg i introspectiu, seguit de dos moviments curts: un scherzo i un "galop de music-hall de sang plena i disbauxa".
Segons el crític musical Herbert Glass, "tot el [primer] moviment es basa en la cèl·lula d'una tercera menor, amb un segon tema -que segueix sense transició- el motiu d'una setena disminuïda, amb el trinat al final formant el tercer ingredient principal del moviment: els dos temes i el trinat combinats com una mena de supertema. Els efectes de música de cambra abunden, per exemple, amb el flautí o la flauta, estranyament sols o acompanyats pels clarinets en si bemoll. També hi ha clímaxs de batuda, cadascun dels quals s'apaga en la foscor. Tingueu en compte, també, el meravellós focus del compositor de la melancòlica trompa anglesa, una figura solitària després que el soroll s'ha esvaït."
Del tercer moviment, el crític musical Daniel Hathaway va assenyalar que "Els tambors van augmentar el motí del so brutal a l'Scherzo i les referències a l'obertura de Guillaume Tell i els trombons que sembla que riguin van afegir una qualitat burlesca hilarant al final". De mitjana, el primer moviment té una durada de 15 a 20 minuts, el segon moviment té una durada de 4 a 6 minuts i el tercer moviment té una durada de 5 a 7 minuts.

## Instrumentació

### Vent fusta
- Flautí
- Flautes 1 i 2
- Oboès 1 i 2
- Corn anglès
- Clarinets 1 i 2 en Si bemoll
- Clarinet 3 en Mi bemoll
- Clarinet baix en Si bemoll
- Fagots 1 i 2
- Contrafagot

### Vent metall
- Trompes 1, 2, 3 i 4
- Trompetes 1, 2 i 3
- Trombons 1, 2 i 3
- Tuba

### Percussió
- Timbales
- Pandereta
- Caixa
- Triangle
- Plat
- Bombo
- Tam-tam
- Xilòfon

### Altres
- Celesta
- Arpa

### Corda
- Violins primers
- Violins segons
- Violes
- Violoncels
- Contrabaixos[9]

## Enregistraments notables
Els enregistraments notables d'aquesta simfonia inclouen:
| Orquestra                                    | Director               | Segell              | Any     | Format |
| -------------------------------------------- | ---------------------- | ------------------- | ------- | ------ |
| New York Philharmonic                        | Fritz Reiner           | Guild               | 1943*   | CD     |
| Leningrad Philharmonic Orchestra             | Ievgueni Mravinski     | Melodiya            | 1946    | LP     |
| London Philharmonic Orchestra                | Adrian Boult           | Everest Records     | 1958    | CD     |
| Moscow Philharmonic Orchestra                | Kiríl·l Kondraixin     | Melodiya            | 1967    | CD     |
| BBC Symphony Orchestra                       | Guennadi Rojdéstvenski | BBC Legends         | 1980    | CD     |
| Orquestra Reial del Concertgebouw            | Bernard Haitink        | Decca Classics      | 1983    | CD     |
| Vienna Philharmonic Orchestra                | Leonard Bernstein      | Deutsche Grammophon | 1986    | CD     |
| Royal Philharmonic Orchestra                 | Vladímir Aixkenazi     | Decca Records       | 1988    | CD     |
| Oslo Philharmonic Orchestra                  | Mariss Jansons         | EMI Classics        | 1992    | CD     |
| National Symphony Orchestra                  | Mstislav Rostropóvitx  | Teldec              | 1994    | CD     |
| Berlin Symphony Orchestra                    | Kurt Sanderling        | Berlin Classics     | 1994    | CD     |
| WDR Symphony Orchestra Cologne               | Rudolf Barxai          | Brilliant Classics  | 1995    | CD     |
| Dallas Symphony Orchestra                    | Andrew Litton          | Delos               | 2000    | CD     |
| BBC National Orchestra of Wales              | Mark Wigglesworth      | BIS Records         | 2001    | CD     |
| Kirov Orchestra                              | Valeri Guérguiev       | Philips Classics    | 2002    | CD     |
| St. Petersburg Philharmonic Orchestra        | Iuri Temirkànov        | Warner Classics     | 2005(1) | CD     |
| Orchestra Sinfonica di Milano Giuseppe Verdi | Oleg Caetani           | Arts Music          | 2006    | CD     |
| Gürzenich Orchestra                          | Dmitri Kitaienko       | Capriccio           | 2008    | SACD   |
| Royal Liverpool Philharmonic Orchestra       | Vassili Petrenko       | Naxos Records       | 2010    | CD     |
| Boston Symphony Orchestra                    | Andris Nelsons         | Deutsche Grammophon | 2019    | CD     |
| BBC National Orchestra of Wales              | Steven Lloyd-Gonzalez  | First Hand Records  | 2022    | CD     |

* = Enregistrament mono

(1) = gravat en directe a Birmingham

Font: arkivmusic.com (enregistraments recomanats seleccionats en funció de les crítiques)